# František Krejčí (architekt)
František Alois Krejčí, křtěný František Alois Karel (14. května 1908 Brno – 12. prosince 1981 Praha) byl český architekt.

## Životopis
František A. Krejčí patřil k brněnské meziválečné architektonické avantgardě, ovlivněné funkcionalismem a dalšími moderními uměleckými směry. Architekturou a urbanismem se vždy zabýval v širších souvislostech výtvarného umění, životního stylu a prostředí. Věnoval se také teorii architektury a estetice, výstavnictví, designu, malbě, scénografii.
Většinu svého života žil a působil v Brně. Tam absolvoval školní léta, nejprve na 1. české státní reálce (Antonínská 3), od roku 1923 na Vyšší odborné škole stavitelské. Po vysokoškolském studiu se stal jedním z prvních absolventů odboru architektury na České vysoké škole technické v Brně, až do 70. let se přátelil se svým profesorem Jiřím Krohou. V roce 1937 navštívil Světovou výstavu v Paříži, která jeho tvorbu významně ovlivnila. V období 1935–1940 realizoval v Brně řadu svých projektů ve stylu "bílého funkcionalismu", především menší činžovní domy, které jsou s odstupem let oceňovány jako trvalá součást brněnské meziválečné architektonické moderny. Pro jeho tvorbu bylo typické důsledné promýšlení estetického účinku exteriérů a detailní propracování funkčních vazeb interiérů. V kontextu novodobého chápání urbanismu prosazoval ideu, že architekt nejen vytváří životní prostředí člověka, ale je také "architektem lidských duší".
V letech 1937–1949 zpracoval F. A. Krejčí směrné územní a regulační plány 78 měst a obcí (mj. Brtnice, Kroměříž, Slavonice, Mutěnice, Střílky aj.). Po osvobození republiky v květnu 1945 působil v Národním výboru města Brna de facto jako "hlavní architekt", likvidoval válečné rány města a barákové kolonie, řešil sociální bydlení nejchudších vrstev. V roce 1946 začal projektovat úpravy Mariánského údolí (terasy hlediště, později vládní pavilon) v Brně-Líšni pro Mírové slavnosti pro 220-240 tisíc účastníků. V roce 1948 spoluzakládal brněnský Stavoprojekt. V oboru výstavnictví realizoval v Brně řadu svých návrhů slavnostních úprav sálů pro výstavy, konference a oslavy na Výstavišti, Stadionu, v Domě umění i otevřených prostranstvích města. Byl autorem radnice a kulturního domu v Břeclavi (1949). Postihly ho represe ve spojitosti s procesem s Ottou Šlingem (proces se Slánským, 1952). V 50. letech pracoval pro Slovenský pamiatkový ústav v Bratislavě a pro Český fond výtvarného umění Praha, poté se vrátil do Brna k práci na rozsáhlejších projektech (hotely, nádraží ve Žďáru nad Sázavou aj.) v podniku Pozemní stavby Brno. Po roce 1968 přijal nabídku k práci v Útvaru hlavního architekta města Prahy (ÚHA), kde se věnoval družstevní výstavbě rodinných domů a urbanismu nových pražských čtvrtí. Na přelomu 70. a 80. let pracoval pro ÚHA jako kustod výstavního pavilonu nové pražské výstavby v Praze na Pankráci. V roce 1980 obdržel Cenu Svazu architektů ČSSR za teoretickou práci "Zůstane architektura uměním?".
František A. Krejčí publikoval desítky článků, přednášel v tuzemsku i zahraničí. Přátelil se s řadou brněnských výtvarníků, literátů, herců a hudebníků, např. s Františkem Foltýnem, Bohumírem Matalem, Františkem Šenkem, Zdeňkem Kriebelem, Milošem Nedbalem, Jarmilou Kurandovou, Ludvíkem Kunderou, Vlastou Fialovou aj. Od roku 1981 je zastoupen ve sbírkách Muzea města Brna, jeho díla jsou vystavena v expozici brněnské moderní architektury na Špilberku a publikována v Brněnském architektonickém manuálu.
Dne 30. října 1948 se v Brně oženil s Helenou Motalovou, jejich manželství však bylo v roce 1953 rozvedeno.

## Galerie

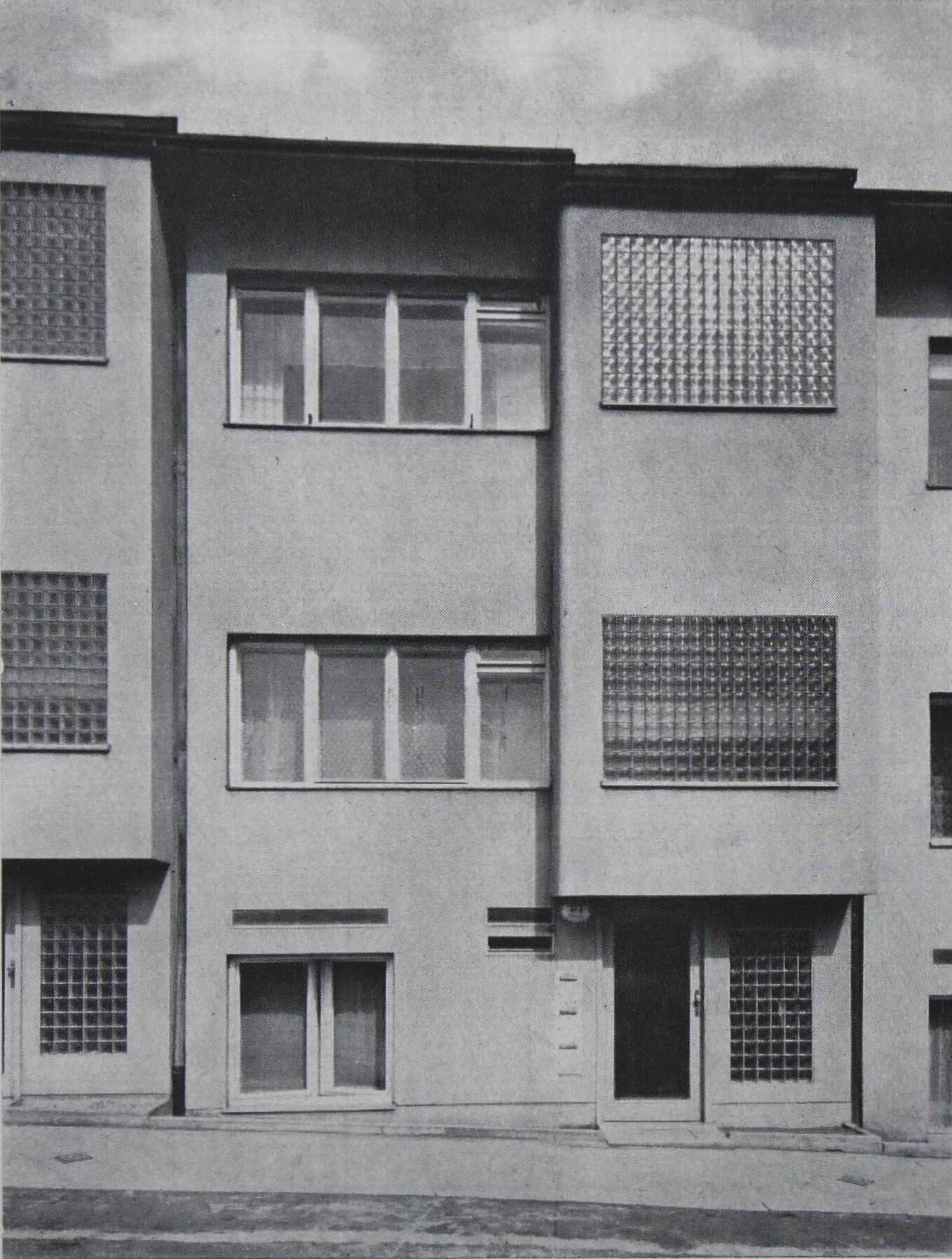
Detail průčelí řadového domu v Brně-Řečkovicích (Sibiřská 49-53b), 1938
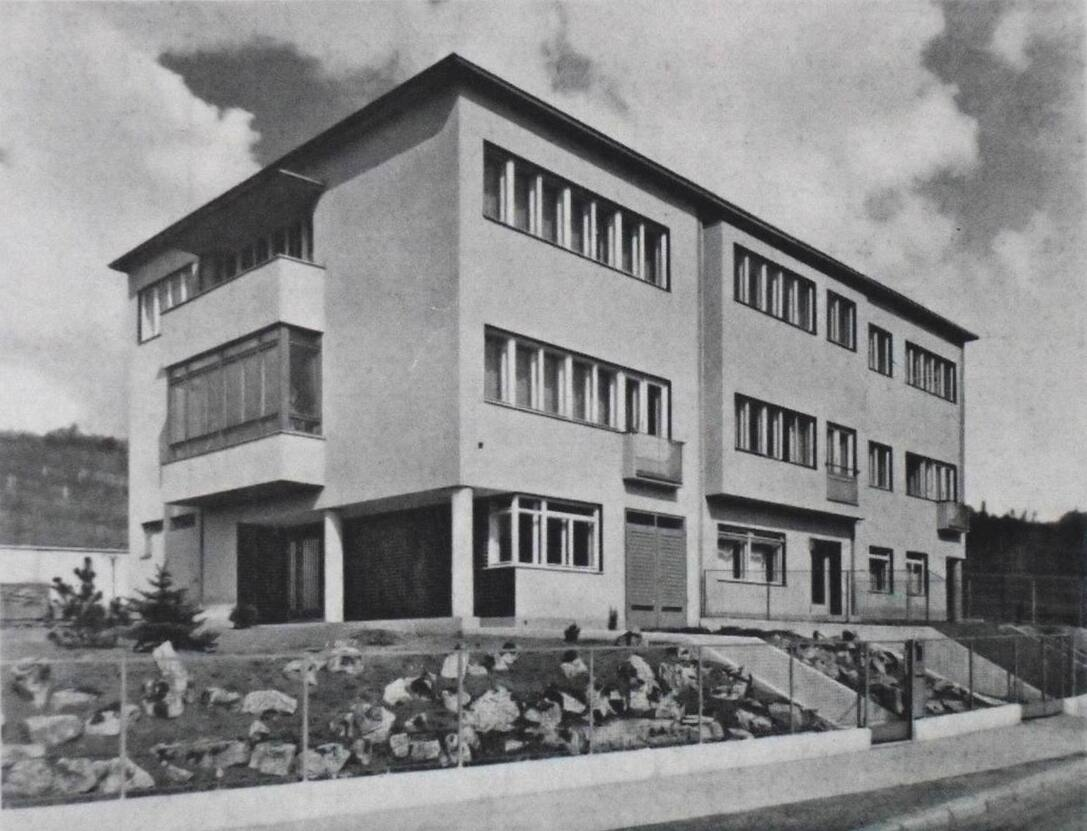
Rodinný dům a 2 nájemné domy v Brně-Žabovřeskách (Vrázova 11-15), 1939
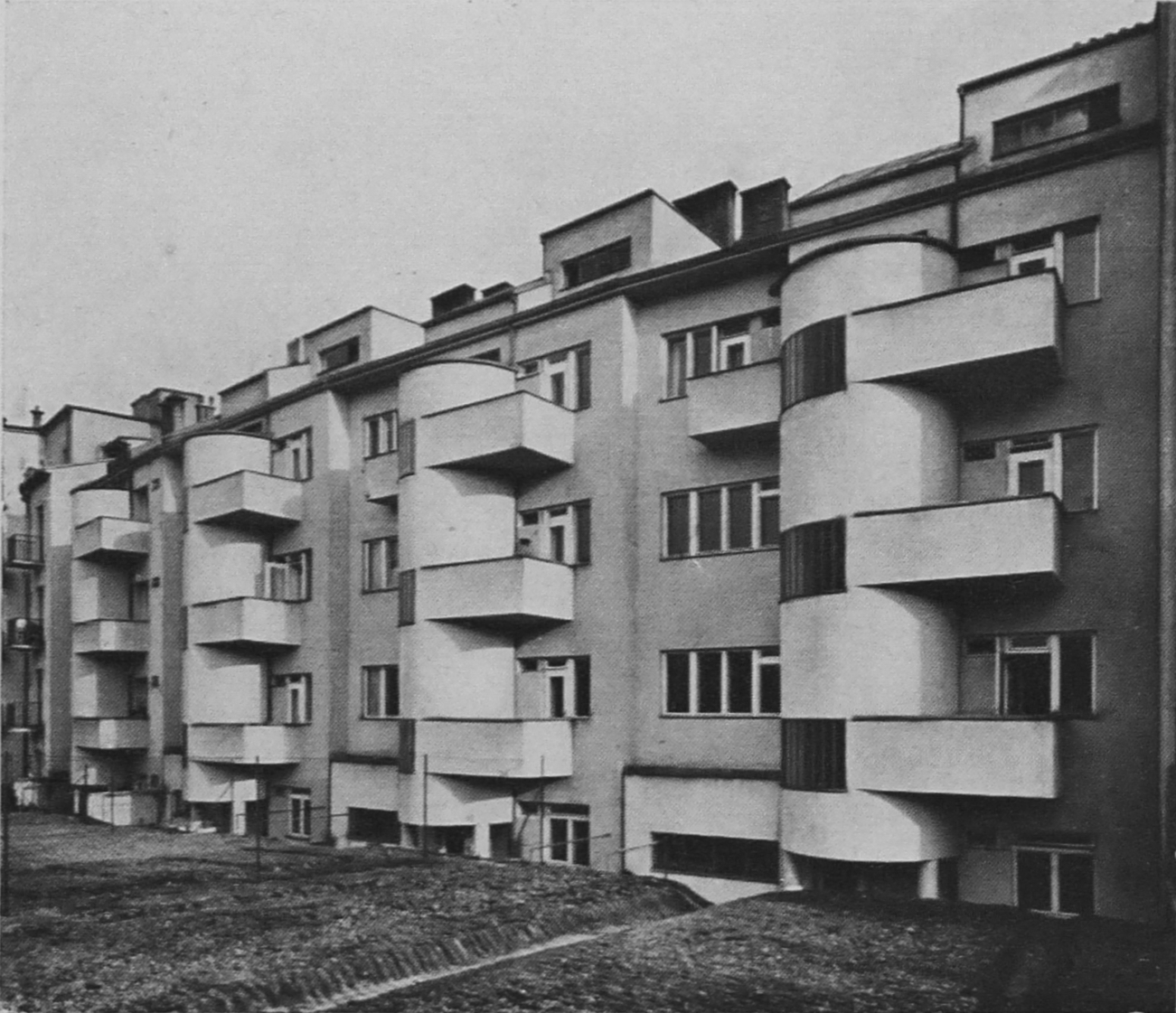
Čtyři nájemné řadové domy v Brně-Černých Polích (Provazníkova 37-43), 1939